# 마카오어
마카오어(~語, 영어: Macanese)는 마카오에 쓰는 말레이어, 싱할리어, 광둥어의 기층 언어(substratum)의 바탕으로 이루어진 포르투갈어계 크리올이다. 마카오 토생 포어(중국어: 澳門土生葡語)라고도 하며, 마카오어로는 파투아(patuá)라고 부른다. 현재 마카오 안팎에 사는 극소수의 마카오 토생 포인들이 쓴다.
2009년 2월 20일에 유네스코 소멸 위기에 처한 세계 언어 지도(UNESCO Atlas of the World's Languages in danger)의 개정판의 내용중에 마카오어를 "멸종 위험이 아주 높은 수준"이라고 분류했다.

## 역사

### 유래
마카오는 마카오 특별행정구 기본법의 토대로 "16세기 중반부터 서서히 자란 포르투갈의 식민지"라고 명시함에 따라 발달했던 동아시아의 대표적인 포르투갈 제국 해군, 상업, 종교 중심지었다. 이러한 역사적인 계기로 마카오어가 마카오의 고유한 언어로 발달했다.
마카오어는 중국에 둘러싸인 마카오에서 포르투갈계 후손이 썼지만, 특이하게 낱말의 대부분은 말레이어나 싱할리어(스리랑카)에서 가져왔다. 포르투갈인들이 말라카 왕국이나 스리랑카 출신 여성을 아내로 맞아들였기 때문이다. 광둥어의 영향이 커진 것은 근대 들어서의 일이다. 교역지였던 탓에 그 밖에 스페인어, 네덜란드어 등도 들어와 동서양의 다양한 언어가 섞이게 되었다. 마카오가 중국에 반환된 현재, 마카오어를 쓰는 사람은 모두 이중 언어상태이며, 고령층밖에 없다.
마카오어에 대한 정밀한 연구조사는 이루어지지 않았으나, 문법적 특징은 아시아 언어의 특징을 물려받았다. 관사가 없으며, 동사의 복잡한 굴절도 없다. 겹말쓰기(casa casa, china china)는 말레이어의 특징으로, 마카오어에서 흔하다.

## 마카오어 보기
다음 예는 마카오어로 쓰인 짧은 시이다.
| 마카오어          | 포르투갈어                      | 영어                                |
| ----------------- | ------------------------------- | ----------------------------------- |
| Nhonha na jinela  | A moça na janela                | Young lady in the window            |
| Co fula mogarim   | Com uma flor de jasmim          | With a jasmine flower               |
| Sua mae tancarera | Sua mãe é uma Chinesa pescadora | Her mother is a Chinese fisherwoman |
| Seu pai canarim   | Seu pai é um Indiano Português  | Her father is a Portuguese Indian   |